# توفيق البحري
توفيق البحري (28 يوليو 1952 - 18 ديسمبر 2021) ممثل تونسي. اشتهر بدور «الباجي ماتريكس» في المسلسل التلفزيوني شوفلي حل.
توفي بشكل مفاجئ إثر أزمة قلبية حادة صباح السبت 18 ديسمبر 2021 عن عمر يناهز 69 سنة.

## فيلموغرافيا

### سينما

#### الأفلام الطويلة
- 1992 : الززوات لمحمد علي عقبي
- 2006 : التلفزة جاية لالمنصف ذويب
- 2006 : آخر فيلم لالنوري بوزيد
- 2010 : النخيل الجريح لعبد اللطيف بن عمار
- 2010 : آخر ديسمبر لمعز كمون
- 2012 : صبر مرير (المصاصة) لنصر الدين السهيلي
- 2013 : بستاردو لنجيب بلقاضي بدور خليفة
- 2016 : عطر الربيع لفريد بوغدير بدور زيزو
- 2019 : بورتو فارينا لإبراهيم اللطيف بدور العميد
- 2021 : الغرنوق لفرج الطرابلسي

#### الأفلام القصيرة
- 2010 : في الأثناء لعاطف العاطفي
- 2015 : البيت الأرجواني لسليم قريبع

### التلفاز

#### المسلسلات
- 1993 :عربون لعبد الحكيم العليمي
- 1996 :الخطاب على الباب لصلاح الدين الصيد وعلي اللواتي والمنصف البلدي (ضيف شرف الحلقة 3 من الموسم 1) : لطفي
- 1999 : عنبر الليل لالحبيب المسلماني
- 2001 : ريحانة للمخرج حمادي عرافة وأحمد رجب
- 2001 : ضفاير للحبيب المسلماني ومديح بالعيد
- 2001 : ملا أنا لعبد القادر الجربي
- 2002 : قمرة سيدي المحروس لصلاح الدين الصيد في دور جلول
- 2004 : المركز (ضيف الحلقة 3 من الموسم 9)(مسلسل فرنسي) لجيرار كلاين بدور الميكانيكي
- 2004 : يعجبكشي للمخرج علي منصور
- 2006 : هلولة وسلومة من تأليف إبراهيم اللطيف وفارس نعناع بدور والد سليم شهر سلومة
- 2005-2009 : شوفلي حل لصلاح الدين الصيد وعبد القادر الجربي في دور الباجي ماتريكس
- 2010 : ملا زهر للمخرج سامي بلعربي بدور إبراهيم
- 2011 : طاولة وكراسي لرضا الباهي وعبد المجيد الجلولي وعماد بن حميدة
- 2012 : دار الوزير لصلاح الدين الصيد: سي علالة
- 2012 : ديبانيني لحاتم بلحاج (ضيف شرف)
- 2013 : يوميات علولو لكمال يوسف وطارق بنحجل وبشير المناعي بدور الباهي
- 2013 : كاميرا كافيه لإبراهيم اللطيف (ضيف شرف)
- 2013 : أولاد البلاد (الطيار) لسليم بن حفصة وياسين الشريف
- 2014 : يقوي سعدك لأمير الماجولي وأسامة عبد القادر
- 2015-2014 : ناعورة الهواء لمديح بالعيد بدور المنجي
- 2015 : الريسك لنصر الدين السهيلي (ضيف شرف)
- 2015 : إسعاف للمخرج لسعد الوسلاتي (ضيف شرف)
- 2016 : وردة وكتاب لأحمد رجب بدور حمة
- 2018 : إلي ليك ليك لقيس شقير وقيس ناجي
- 2018 : 7 صبايا لخلف الله الخلصي بدور توفيق
- 2019 : علي شورب (الموسم 2) لمديح بالعيد وربيع التكالي: صالح شهر صليحة
- 2019 : زنقة الباشا للمخرج نجيب مناصرية بدور عبد المجيد

#### الأفلام التلفزية
- 2002 : طلاق إنشاء للمنصف ذويب بدور سائق سيارة فائزة
- 2006 : إنجيل يهوذا لجيمس بارات بدور التاجر المصري
- 2007 : القوي للحبيب المسلماني
- 2009 : شوفلي حل (الفيلم) لعبد القادر الجربي بدور الباجي ماتريكس

### فيديوهات
- 2012 : ومضة إعلانية لماركة الآيس كريم ثالجة
- 2013 : ما تضربنيش (لا تضربني)، حملة لإصلاح الشرطة
- 2018 : ومضة إعلانية للعلامة التجارية دانيت

### مسرح
- 2003 : تمرد (مشكي وعاود) لعبد العزيز المحرزي
- 2003 : ضع نفسك في مكاني، نص نصر الغربي وإخراج توفيق البحري
- 2007 : الدنيا فرجة، نص من تأليف محمد جريجي وإخراج إكرام عزوز
- 2012 : جنون قرطاج (الجماعة) ، بقلم بشير الشعبوني وهدى بن عمر
- 2014 : المقام السحري لتوفيق البحري
- 2014 : دار الثقافة للمنصف ذويب
- 2014 : الحالة عادية، مقتبسة من مسرحية "النجاة" للكاتب المصري نجيب محفوظ، والإخراج المسرحي حسن المؤذن[4]

## التلفزيون

### المسلسلات
- 1996 : الخطاب على الباب لصلاح الدين الصيد وعلي اللواتي والمنصف البلدي (ضيف شرف الحلقة 3 من الموسم 1): لطفي
- 1999: عنبر الليل للكاتب حبيب مسلماني
- 2001: ريحانة للمخرج حمادي عرافة
- 2001: ظفاير للمخرج حبيب مسلماني
- 2002: قمرة سيدي المحروس للمخرج صلاح الدين الصيد في دور جلول
- 2004: يعجبكشي للمخرج علي منصور
- 2005: حلولا وسلومة من تأليف إبراهيم لطيف
- 2005-2009: شوفلي حل للمخرج صلاح الدين الصيد وعبد القادر الجربي في دور الباجي ماتريكس
- 2007: عربون للمخرج الحكيم العليمي
- 2010: ملا زهار للمخرج سامي بلعربي
- 2011: طويلة وكريسي للمخرج لرضا الباهي
- 2012: دار لوزير للمخرج صلاح الدين السيد: إذا علالة
- 2012: ديبانيني للمخرج حاتم بلحاج
- 2013: العلو للمخرج كامل يوسف
- 2013: مقهى إبراهيم لطيف للكاميرا
- 2013: أولد لبيد (سائق) للمخرج سليم بن حفصة
- 2014: إيكاوي صادق للمخرج أسامة عبد القادر
- 2014-2015: ناعورة الهواء لمديح بالعيد
- 2015: خطر للمخرج نصر الدين شيلي
- 2015: سيارة إسعاف للمخرج لأسعد الوسلاتي
- 2016: وردة وكتاب لأحمد رجب
- 2018: ايلي ليك ليك
- 2018: 7 صبايا للمخرج خلف الله خلصي
- 2019: علي شورب (الموسم 2) للمخرج مديح بالعيد وربيع التكالي: صالح شهر صليحة
- 2019: زنقة الباشا للمخرج نجيب المنصرية

### الأفلام التلفزية
- 2002: الطلاق منصف ذويب
- 2006: إنجيل يهوذا بقلم جيمس بارات
- 2007: قوي حبيب مسلماني
- 2009: شوفلي حل من عبد القادر الجربي: الباجي ماتريكس

### فيديوهات
- 2012: وصمة إعلانية لعلامة الآيس كريم ثالجة
- 2013: ما تضربنيش (لا تضربني)، حملة إصلاح الشرطة
- 2018: وصمة إعلانية للعلامة التجارية دانيت

## مسرح
- 2003: تمرد (مكي أو عويد) لعبد العزيز المحرزي
- 2003: ضع نفسك في مكاني، نص نصر الغربي وإخراج توفيق البحري
- 2007: الدنيا فرجة، نص من تأليف محمد جريجي وإخراج إكرام عزوز[5]
- 2012: قرطاج هادي ولد باب الله قرطاج في فولي (الجامعة) ، بقلم بشير شعبوني وهدي بن عمر
- 2014: المقام الشهري من توفيق بحري
- 2014: دار الإخوة منصف ذويب
- 2014: الهلا عدي، تأليف مسرحية النجاة للكاتب المصري نجيب محفوظ، إخراج حسن معادن[6]

## روابط خارجية
- توفيق البحري على موقع IMDb (الإنجليزية)
- توفيق البحري على موقع قاعدة بيانات الأفلام العربية
- توفيق البحري على موقع ألو سيني (الفرنسية)
- توفيق البحري على موقع أول موفي (الإنجليزية)
- توفيق البحري على موقع قاعدة بيانات الفيلم (الإنجليزية)
- توفيق البحري على موقع كينوبويسك (الروسية)